# ヌエバ・グラナダ副王領

ヌエバ・グラナダ副王領
Virreinato de la Nueva Granada (スペイン語)

国の標語: Utraque Unum国歌: Marcha Real（スペイン語）
国王行進曲

ヌエバ・グラナダ副王領の位置（1813年）

| 先代                                                                | 次代 |
| ------------------------------------------------------------------- | --- |
| ヌエバ・エスパーニャ ヌエバ・グラナダ王国 ベネズエラ州 ペルー副王領 | ベネズエラ州 ベネズエラ総督領 トリニダード・トバゴ クンディナマルカ自由独立国 ヌエバ・グラナダ連合州 大コロンビア |
ヌエバ・グラナダ副王領（ヌエバ・グラナダふくおうりょう、スペイン語: Virreinato de Nueva Granada）は、スペインが中南米の植民地化の間に作った副王領のひとつである。
以前は、ヌエバ・グラナダ王国（1550年-1717年）。
1717年5月27日に初めてこの名前で創設され、その後1723年に一時廃止されたが、1739年に再び創設された。現在のコロンビア、パナマ（1751年以降）、エクアドル、ベネズエラを含み、その首都はサンタフェ（現在のボゴタ）に置かれた。ブルボン王朝の植民地の行政改革の一環として、またカリブ海でのイギリスの活動に対する防備の強化を目的として、ペルー副王領の領地から分割され、18世紀には商業上の重要性を増し、人口も増大した。その後の商業と政治の改革、植民地産品の欧州の需要に伴い、繁栄の時代を迎えるが、ペニンスラールと中流上流階級のクリオーリョの関係は分裂し悪化した。
副王領は1810年、領域の多くでスペイン人の官吏が排斥され、崩壊し始めた。当初、新政府はスペインの君主に忠誠を誓ったが、翌年からそれぞれ独立を宣言し始めた。一連の内戦により、1814年から1816年のスペインによるヌエバ・グラナダ諸州連合の一時的な再征服を導き、1823年にスペイン支配から解放された。ヌエバ・グラナダ共和国という名前は1830年から1835年の間コロンビアによって採択された。